# The Namibian
The Namibian (en anglais : Le Namibien) est un journal quotidien namibien fondé par Gwen Lister en 1985. Il est, en termes de diffusion, le premier quotidien du pays. Il est lu par environ 200 000 personnes par jour, soit quasiment un Namibien sur dix.

## Histoire

### Avant l'indépendance
The Namibian a été créé à l'époque où la Namibie était encore sous domination sud africaine.
Sa fondatrice, Gwen Lister, ainsi qu'un certain nombre des personnalités qui ont participé à sa création, sont issues de l'équipe rédactionnelle du journal Windhoek Observer.
Le journal a pris position dès sa création en faveur de l'indépendance du Sud-Ouest africain. À ce titre, il a subi de nombreuses pressions et attaques. La plus violente de cette période a été celle perpétrée par le groupe Afrikaner Wit Wolwe en octobre 1988, et qui a détruit une grande partie des locaux du journal à Windhoek après qu'une bombe y a été posée.

### Après l'indépendance
Le discours critique de The Namibian à l'égard du gouvernement dominé par le parti SWAPO a donné lieu à des tensions entre le journal et les autorités. Ces tensions ont abouti au boycott du titre par le gouvernement namibien, entre le 5 décembre 2000 et le 30 août 2011. Pendant ces 10 années, aucun numéro ne pouvait être acheté avec le denier public, aucune subvention publique ne pouvait lui être accordée, aucune notice gouvernementale (appel d'offres, offre d'emploi, annonce, etc.) ne pouvait être publiée dans le journal.
Le 2 mars 2011, la fondatrice de The Namibian Gwen Lister, également éditrice du journal depuis ses débuts, a passé la main à Tangeni Amupadhi. Ce dernier a été confirmé dans ses fonctions le 1er octobre 2011.

## Diffusion et audience
The Namibian est le plus lu des journaux namibiens. Il est le seul journal à grand tirage national à proposer régulièrement une section en dialecte Oshindonga (Oshiwambo), langue du groupe ethnique bantou Ovambo, qui représente environ la moitié de la population du pays.
| Titre        | 1985   | 2007   | 2010   | 2011   |
| The Namibian | 10 000 | 35 000 | 40 000 | 46 500 |

En sus du siège de Windhoek (région Khomas), The Namibian dispose de bureaux à Oshakati (région Oshana), Swakopmund (région Erongo) et Keetmanshoop (région Karas).

## Publications
Le quotidien est structuré par des sections d'une ou plusieurs pages. Les titres de section sont mentionnés en gris en en-tête de page, au centre. Certaines se retrouvent quasiment dans chaque publication : 
- La une : reprend les grands titres de l'actualité du jour ;
- Inside news : principales nouvelles, souvent la suite des articles de la première page ;
- National news (nouvelles nationales) : nouvelles domestiques ;
- Daily Diversion (divertissement quotidien) : informations insolites de Namibie ou d'ailleurs ;
- Opinion : un ou plusieurs articles traitant d'un sujet d'actualité ou de fond, souvent rédigé par une personnalité extérieure au journal ;
- What You're Saying (ce que vous dites) : double page de SMS des lecteurs, traitant de sujets variés. Cette section est très connue et populaire parmi les lecteurs ;
- The Bottom Line (Le résultat final) : nouvelles économiques nationales et internationales ;
- Entertainment (loisirs) : section traitant de l'actualité culturelle ou de sujets ayant trait au divertissement ;
- African News (nouvelles Afrique) : nouvelles du continent noir ;
- International : nouvelles internationales ;
- mOshiwambo (en Oshiwambo) : section en dialecte Oshindonga ;
- Petites annonces ;
- Sport : actualité sportive nationale et internationale.

Un certain nombre de ces sections ne sont pas nécessairement reprises dans chaque publication. Il s'agit notamment de :
- Agriculture ;
- Health Matters (à propose de la santé) ;
- Oddly Enough (bien étrange) : informations particulièrement insolites et d'un intérêt journalistique plus important que les informations relatées dans Daily Diversion ;
- Our World (notre monde) : section traitant de sujets écologiques ;
- Religion ;
- Etc.

Enfin, The Namibian propose un certain nombre de suppléments sur une base hebdomadaire ou occasionnelle :
- The Weekender : divertissement pour le weekend, publié dans l'édition du vendredi ;
- Youth Paper : à l'intention de la jeunesse ;
- Building Supplement : immobilier, occasionnellement publié ;
- BACK of the BOOK littérature ;
- topREVS automobile.